# Bluesműfajok listája
A blueszene rengeteg más zenei kategóriába is besorolható. Sok olyan műfaj is van, amely nem kimondottan blues, hanem inkább "bluesos" vagy "bluesszerű".

## Bluesműfajok
| - Acid blues - Blues-rock - Blues shouter - Boogie-woogie - British blues - Canadian blues - Chicago blues - Classic female blues - New Rhythm and Blues - Country blues - Delta blues | - Detroit blues - Gospel blues - Hokum blues - Jazz blues - Jump blues - Kansas City blues - Louisiana blues - Memphis blues - North Mississippi blues | - Piano blues - Piedmont blues - Punk blues - Rhythm and blues - Soul blues - St. Louis blues - Swamp blues - Texas blues - West Coast blues |

## Bluesszerű műfajok
| - Bikutsi - Kamerun - Bolel - Etiópia - Bomba - Puerto Ricoi - Bozlak - Törökország - Calypso - Trinidadi - Country - Amerikai - Cumbia - Colombian - Doina - Románia - Fado - Portugália - Flamenco - Spanyol - Kroncong - Indonézia - Llanto - Panama - Luk thung - Thaiföld - Mariachi - Mexikó - Merengue - Dominikai Köztársaság | - Morna - Zöld-foki Köztársaság - Rembetika - Görögország - Rai - Algéria - Reggae - Jamaica - Rumba - Kuba - Szamba - Brazília - Schrammelmusik - Ausztria - Sevdalinka - Bosznia-Hercegovina - Sha'abi - Egyiptom - Sawt - Kuvait és Bahrein - Taarab - Tanzánia - Tambú - Bonaire Curaçao - Tangó - Argentína - Zilin - Beninese - Zydeco - Cajun |